# NGC 2369B
NGC 2369B (другие обозначения — ESO 123-5, IRAS07199-6157, PGC 20717) — галактика в созвездии Киль.
Этот объект не входит в число перечисленных в оригинальной редакции «Нового общего каталога» и был добавлен позднее.